# لي ماس
لي ماس (بالفرنسية: Le Mas)‏ هي بلدية فرنسية تقع في إقليم الألب البحرية من منطقة بروفنس ألب كوت دازور في جنوب شرق فرنسا. تبلغ مساحة هذه المدينة 32.15 (كم²)، وترتفع عن سطح البحر م، يبلغ عدد سكانها 142 نسمة حسب إحصاء المعهد الوطني للإحصاء والدراسات الاقتصادية سنة 2009 م. وترأس Fabrice Lachenmaier البلدية خلال فترة (2008-2014).

## معرض صور

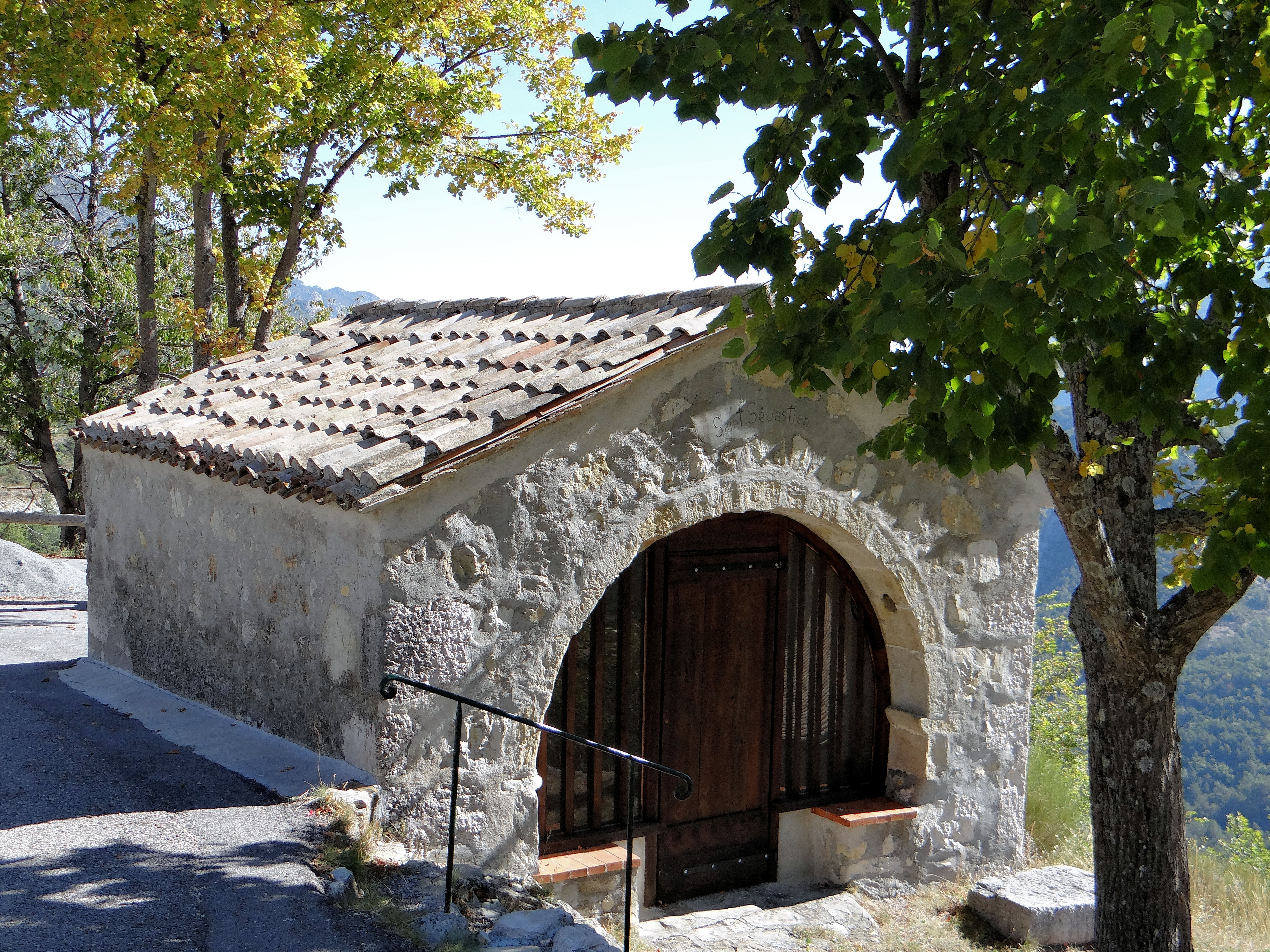
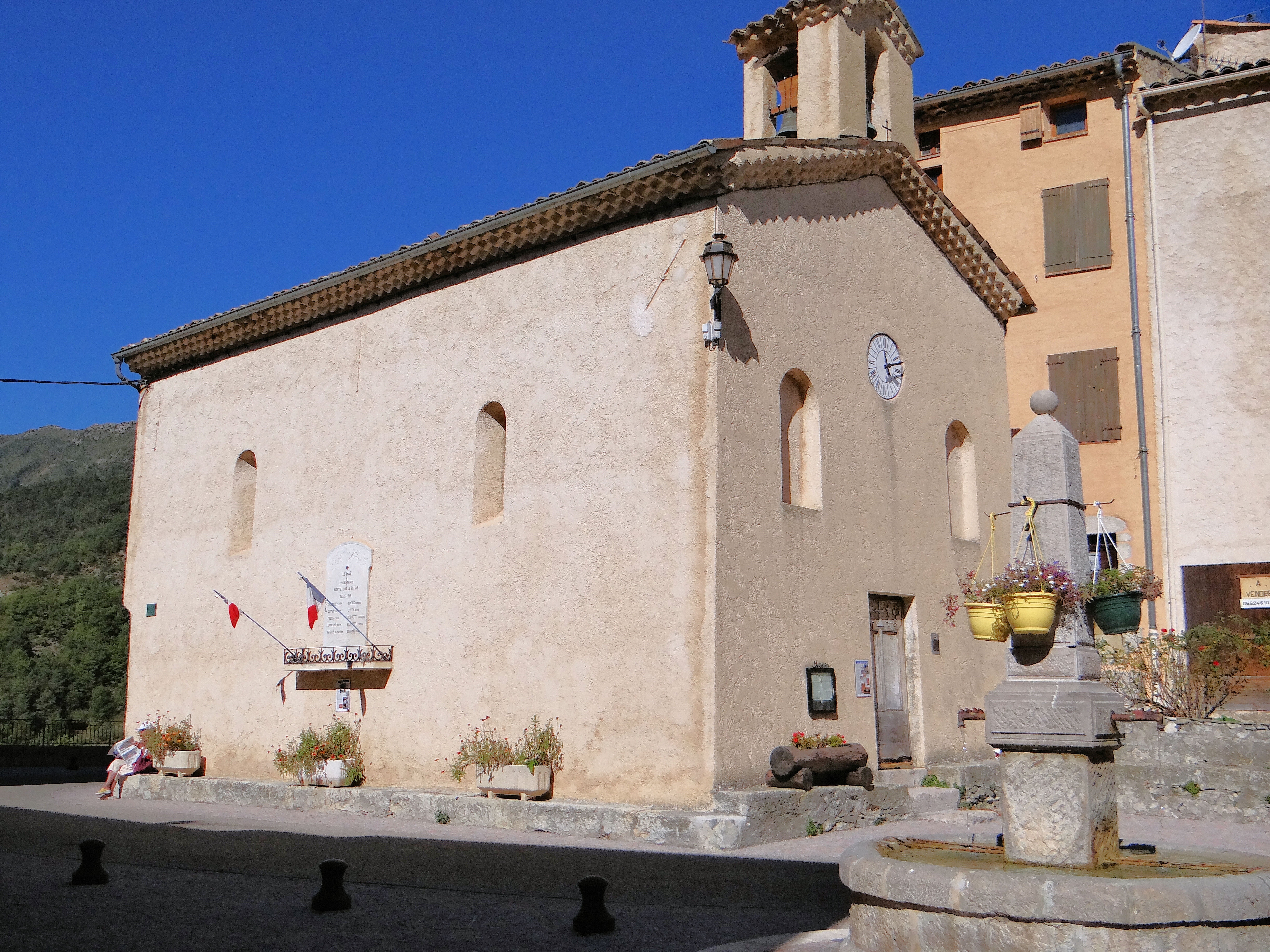
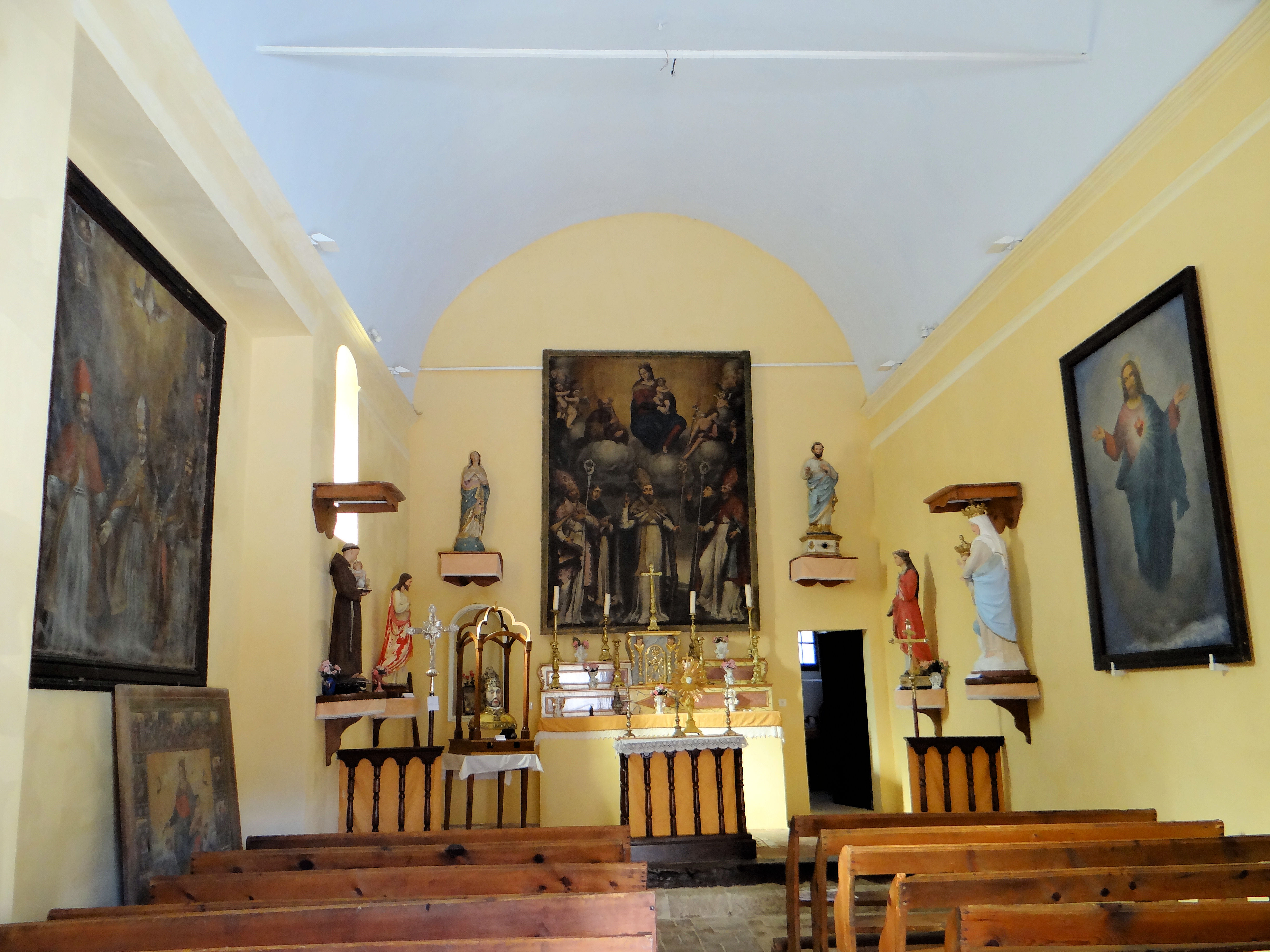
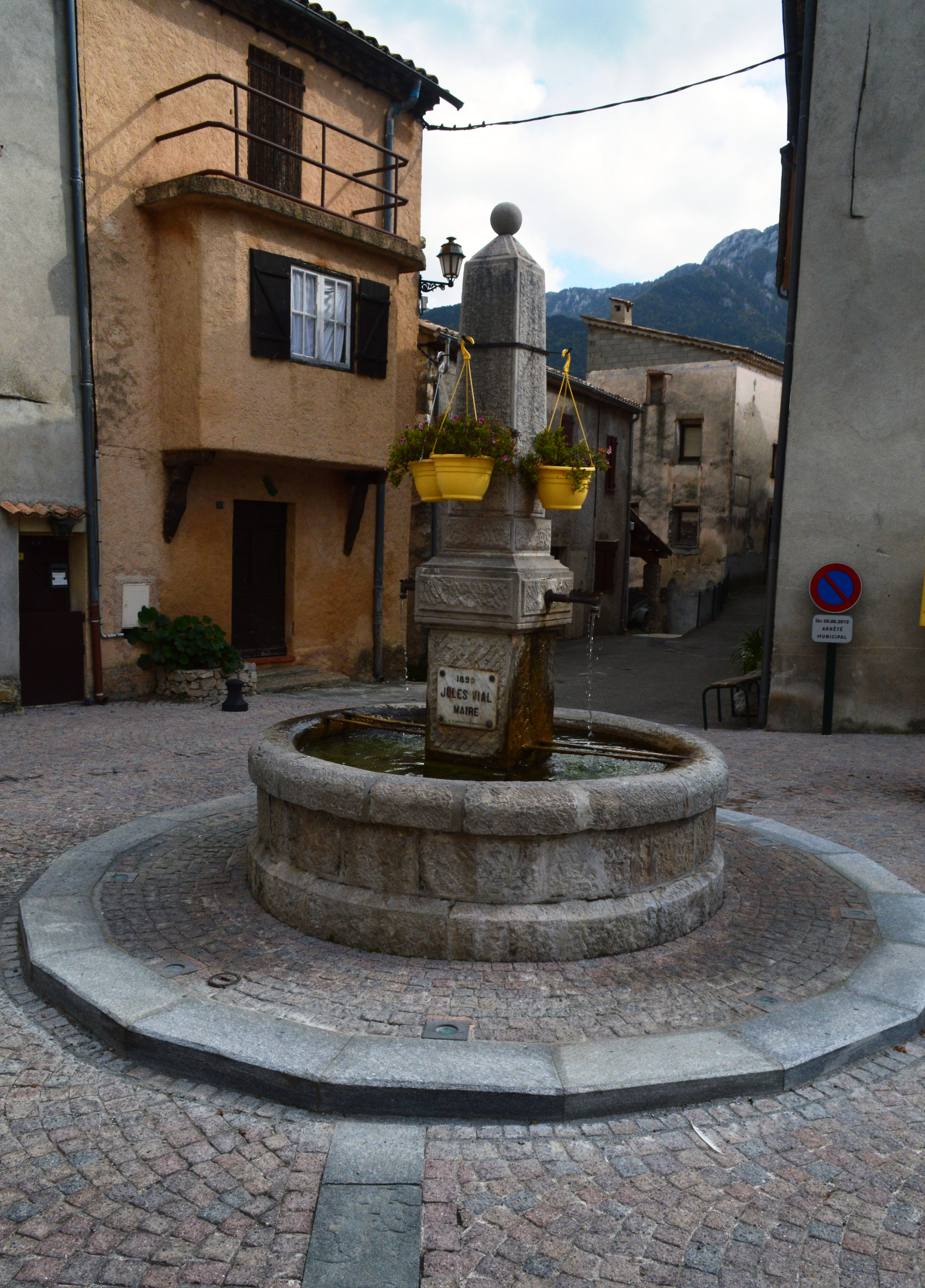
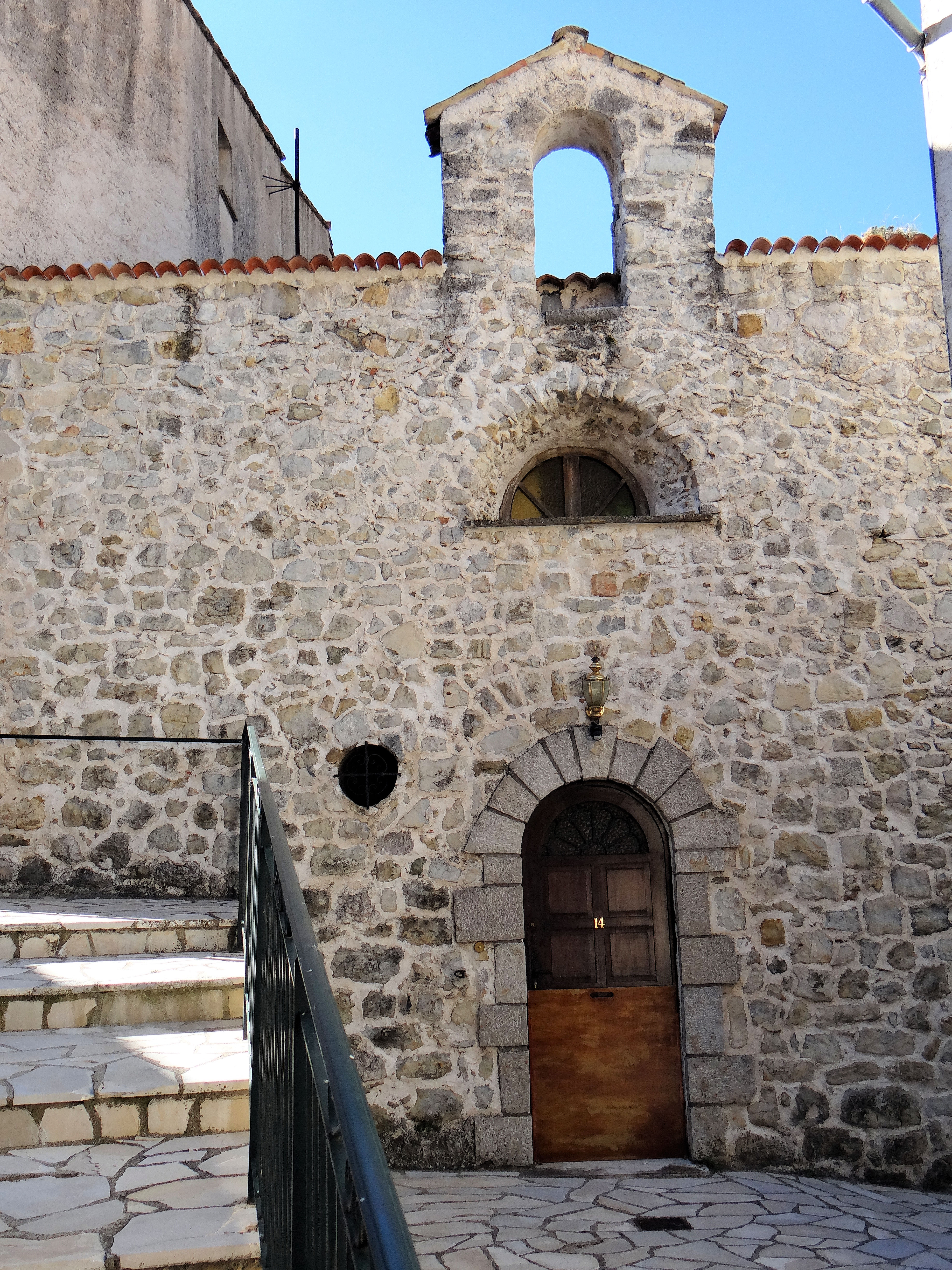

## وصلات خارجية
- صفحة البلدية على موقع المعهد الوطني للإحصاء والدراسات الاقتصادية